# Conus nussatella
Conus nussatella é uma espécie de gastrópode do gênero Conus, pertencente à família Conidae.

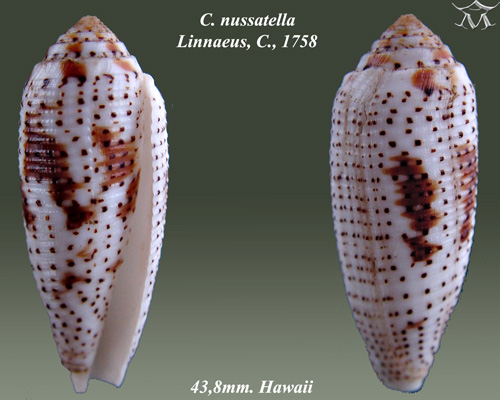
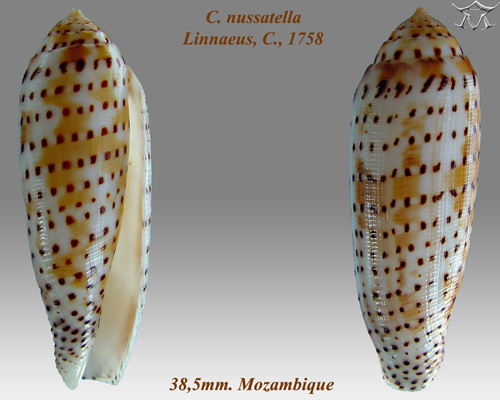
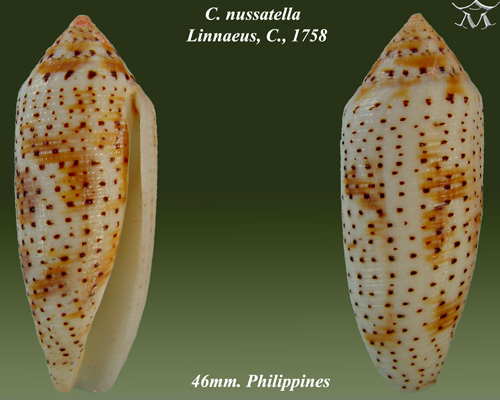
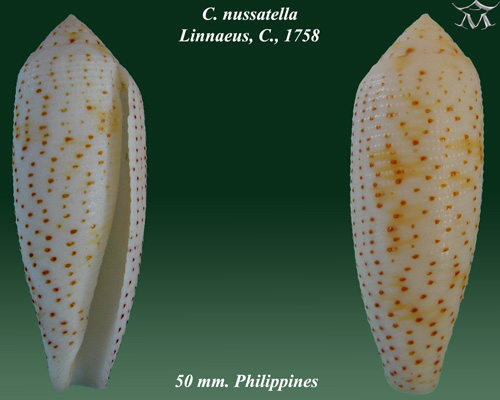